# ويليام شو (لاعب كريكت)
ويليام شو (5 أغسطس 1827 - 13 فبراير 1890)  (بالإنجليزية: William Shaw)‏ هو لاعب كريكت بريطاني.